# John G. Price

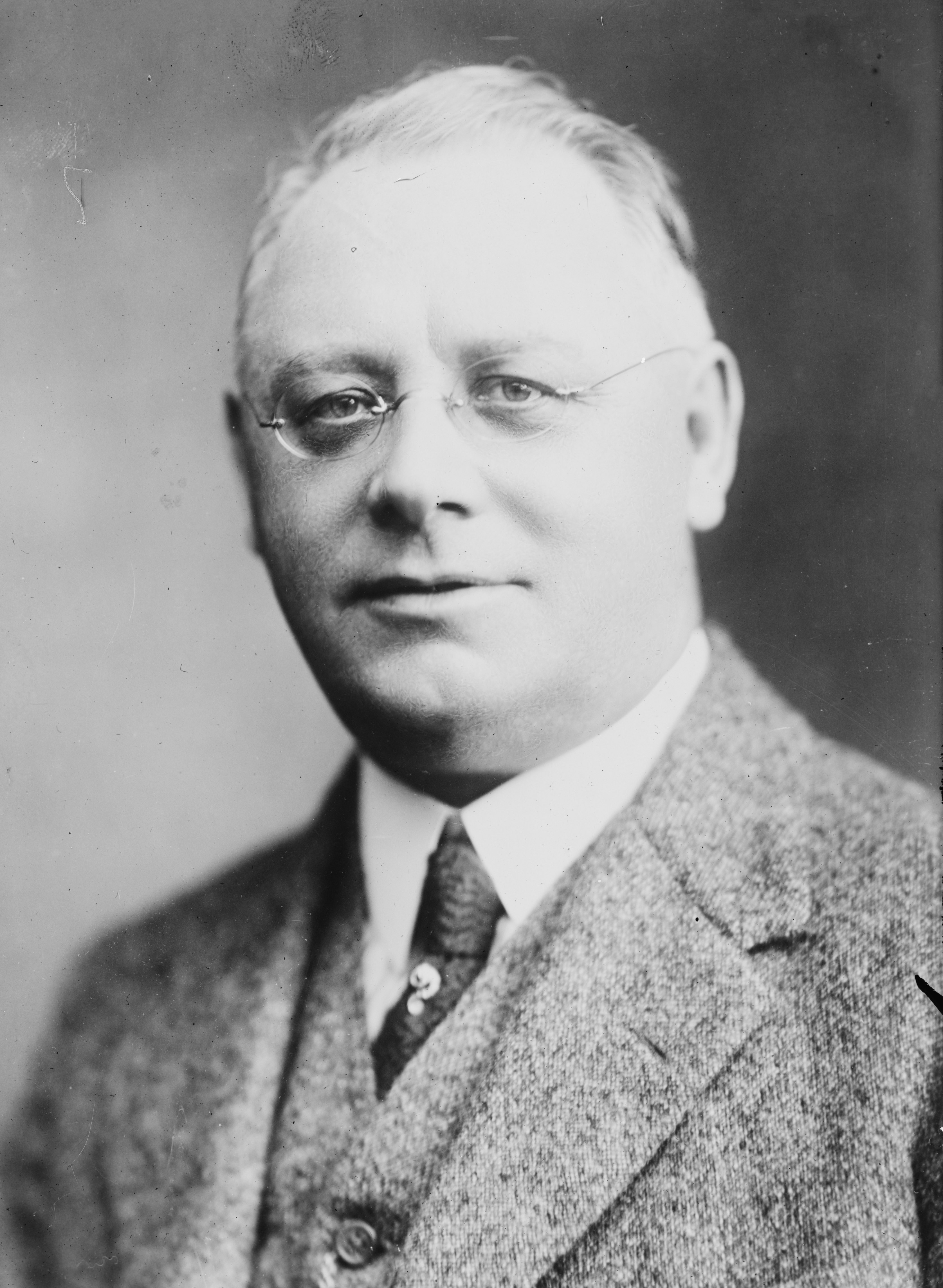
John G. Price

John G. Price (* 10. August 1871 im Stark County, Ohio; † 23. November 1930 in Columbus, Ohio) war ein US-amerikanischer Jurist und Politiker der Republikanischen Partei. Er war von 1919 bis 1923 Attorney General von Ohio.

## Werdegang
John G. Price graduierte an der High School in Canton (Ohio). In jungen Jahren war er als Briefträger tätig. Zu seinen Stammkunden zählte William McKinley, der später Gouverneur von Ohio und Präsident wurde. McKinley arrangierte den Wechsel von Price in den Postdienst von Washington, D.C. Dort besuchte Price die Abendschule an der Georgetown University, wo er einen juristischen Abschluss machte. Danach zog Price nach Columbus (Ohio), wo er nach dem Erhalt seiner Zulassung als Anwalt zu praktizieren begann. Er war dann als Sonderberater im Büro des Staatsanwalts (Prosecuting Attorney) vom Franklin County tätig und im Büro des Attorney General von Ohio Edward C. Turner. 1918 wurde er zum Attorney General von Ohio gewählt und 1920 wiedergewählt.
Price heiratete 1904 Salome C. Royer. Das Paar hatte drei Kinder: John G. Price junior, Salome Kathleen Price Reinhard und Richard Royer Price. Er war Exalted Ruler der Columbus Lodge Nr. 37 (Benevolent and Protective Order of Elks) und wurde bei den alljährlichen Boston Conventions zwischen 1924 und 1925 jeweils zum Grand Exalted Ruler gewählt. Ferner war er ein Grand Knight bei den Kolumbusrittern.
Price verstarb am 23. November 1930 an den Folgen einer intrazerebralen Blutung. Er litt eine lange Zeit an einer Krankheit.